# Zespół Younga
Zespół Younga (ang. Young's syndrome, azoospermia sinopulmonary infections, sinusitis-infertility syndrome, Barry-Perkins-Young syndrome) – rzadki zespół, objawiający się rozstrzeniami oskrzeli, zakażeniami zatok przynosowych i oskrzeli, oligospermią i azoospermią.  Zespół Younga jest rzadką przyczyną niepłodności u starszych mężczyzn. 
Azoospermia w zespole Younga spowodowana jest zablokowaniem przewodów najądrza poprzez masy białkowe. Niepłodność w tym zespole rozwija się wraz z wiekiem i wielu młodych chorych posiada potomstwo. Wydaje się, że początkowo drożny przewód najądrza ulega stopniowemu zablokowaniu poprzez zbyt gęstą wydzielinę. W zespole Younga nie obserwuje się żadnych anomalii rozwojowych układu moczowo‑płciowego. Poziomy gonadotropin we krwi, fruktozy (z pęcherzyków nasiennych) i NAG (obojętna α‑glukozydaza; ang. neutral α‑glucosidase - wydzielina z najądrzy) w spermie oraz wielkość jąder są prawidłowe. U mężczyzn z zespołem Younga znacznie częściej obserwuje się zaburzenia ruchliwości plemników oraz upośledzoną ruchliwość rzęsek w nabłonku rzęskowym głowy i trzonu najądrza oraz dróg oddechowych. 
Jednostkę chorobową opisał urolog Young w 1970 roku. 
Przyczyną tego zespołu jest zaburzenie budowy centralnej pary centriol i ramion dyneinowych nabłonka rzęskowego oraz plemników. Prowadzi to do pogorszenia ruchliwości plemników in vivo, mimo że w warunkach in vitro częstość wychyleń bocznych witki plemnika jest prawidłowa. Ponadto stwierdza się upośledzoną czynność nabłonka w najądrzu i drogach oddechowych (zbyt powolne oczyszczanie ze śluzu), co jest prawdopodobnie przyczyną zablokowania przewodu najądrza masami białkowymi wraz z wiekiem oraz nawracających infekcji dróg oddechowych. 
Sugerowano, że może mieć ona związek z ekspozycją na rtęć w dzieciństwie.